# C-63
La carretera C-63 també anomenada Eix Selva-Garrotxa és la carretera que va des de Lloret de Mar fins a Vidreres, on enllaça amb l’autovia C-35. Enllaça Lloret de Mar amb Olot pels seus extrems i per tant, amb una direcció SE-NO, uneix les comarques de la Selva i la Garrotxa. Passa pels municipis de Vidreres, Sils, Riudarenes, Santa Coloma de Farners, Brunyola i Sant Martí Sapresa, Anglès, la Cellera de Ter, Amer, les Planes d'Hostoles, Sant Feliu de Pallerols, la Vall d'en Bas i les Preses,i acaba en una rotonda on també es fusiona la C-37 i llavors es forma la C-152 fins a Olot passant per Les Preses. Té una longitud total de 81 km.
Actualment és una via d'una sola calçada amb dos carrils que no aporta gaire eficàcia a la seva funcionalitat d'enllaçar la Garrotxa amb la Costa Brava sud a causa de la pràctica inexistència de variants pel nombrós grup de poblacions que travessa. En els darrers anys s'han construït les variants de la Cellera de Ter i Sant Esteve d'en Bas i estan pendents de projectar-se i construir-se les de Santa Coloma de Farners, Anglès, Amer, les Planes d'Hostoles i Sant Feliu de Pallerols. Malgrat aquests esforços la ciutadania també ha reclamat recentment que es tingui en compte projectar les variants de les altres poblacions selvatanes per on passa actualment la carretera.